# Live in Orange County (Social Distortion)
Live in Orange County è un DVD del gruppo punk statunitense Social Distortion, registrato il 19 gennaio 2003 all'House of Blues di Anaheim e pubblicato il 27 luglio dello stesso anno.

## Tracce
- Tutte le tracce scritte da Mike Ness eccetto dove indicato.

1. Making Believe - 4:12 (Work)
2. 1945 - 2:11
3. Sick Boy - 4:04
4. Telling Them - 3:17
5. Bad Luck - 5:28
6. Footprints On My Ceiling - 6:15
7. Don't Drag Me Down - 7:02
8. I Wasn't Born To Follow - 5:23
9. Another State Of Mind - 2:43
10. The Creeps - 3:28 (Ness/Danell)
11. Mommy's Little Monster - 3:29
12. Mass Hysteria - 5:16
13. 99 To Life - 4:39
14. Ring Of Fire - 6:51 (Cash/Kilgore)
15. Story Of My Life - 7:47
16. Credits - 1:47

## Contenuti speciali[2]
- Pre-show warm up
- Rollin' for 4-5-6
- Outhouse acoustics
- Interviews and hi-jinx
- The new school
- Cruizin the '36
- Photo gallery
- Nona split

## Formazione
- Mike Ness - voce, chitarra
- John Maurer - basso
- Jonny Wickersham - chitarra
- Charlie Quintana - batteria

### Componenti aggiuntivi
- Danny McGough - organo